# 3928 Randa
3928 Randa è un asteroide della fascia principale. Scoperto nel 1981, presenta un'orbita caratterizzata da un semiasse maggiore pari a 2,2461349 UA e da un'eccentricità di 0,1893552, inclinata di 2,45034° rispetto all'eclittica.